# Черкасов, Илья Геннадьевич
Илья́ Генна́дьевич Черка́сов (Велесла́в; род. 8 октября 1973, Москва, РСФСР, СССР) — идеолог славянского неоязычества. Верховода «Русско-славянской родноверческой общины „Родолюбие“», входящей в «Содружество славянских родноверческих общин „Велесов круг“».
Является одним из наиболее известных представителей славянского неоязычества в России.

## Религиозная деятельность
В феврале 1998 года в Москве начала деятельность «Арийская языческая община „Сатья-Веда“», в которую входил Илья Черкасов.
В 1999 году в Москве по инициативе Черкасова и других деятелей образовано «Содружество славянских родноверческих общин „Велесов круг“», представляющее собой объединение общин, увлечённых развитием родноверческой духовности и стоявших в стороне от политики. Первыми туда вступили «Русско-славянская родноверческая община „Родолюбие“» Ильи Черкасова и «Обнинская община Траяна „Триглав“» Доната Гасанова (Богумил Мурин); обе общины позднее распались. Затем к ним присоединились ещё пять общин. Покровителем выступает бог Велес как «Славянский бог мудрости», высшим богом — Род. Летоисчисление ведётся от 2409 года до н. э., от основания «Словенска Великого». Руководителем объединения выступает Велеслав. «Велесов круг» управляется Советом волхвов, верховод и жрецов. В объединении акцентируется почитание божеств земли и подземелья (аналог индийского тантризма). Проводятся совместные с «Союзом славянских общин славянской родной веры» празднования Купалы, Перунова дня и Коляды. Действуют общины в Москве, Обнинске, Костроме, Рязани, Перми, Казани, Комсомольске-на-Амуре и других городах России, на Украине и в Беларуси.

## Взгляды и влияние
Один из двух вероятных авторов наименования «родноверие» (другим мог быть Вадим Казаков).
В 2005 году создал ориентированное на молодёжь направление «навославие», «Путь левой руки», или «Шуйный путь». К направлению принадлежит в том числе «Содружество языческих общин Сибири — Сибирское вече», созданное Евгением Нечкасовым. Начиная с идеологов «Велесова круга» Доната Гасанова (Богумила) и Ильи Черкасова (Велеслава), а также альманаха «Warha» сообщества «Svarte Aske», в рамках славянского неоязычества появилась мода на тёмных божеств.
Один из наиболее известных представителей славянского неоязычества в России. В числе прочего он принимал участие в нескольких телепередачах.
Декларировал открытость и толерантность, не признавая расовой, религиозной или политической дискриминации. В программе его общины особо оговаривалось дистанцирование от экстремистских, в частности, антихристианских и антиеврейских, течений. Однако Велеслав, наряду с другими родноверами, писал о вине христиан в бесчеловечном обращении с язычниками и вине князя Владимира за предательство по отношению к родной культуре. Запад связывался ими со злом и Царством Смерти, но восхвалялся «рейхсфюрер», который, тем не менее, «извратил истинную Арийскую Традицию». Велеслав, будучи «волхвом» общины «Сатья-Веда», стал автором учения «родолюбие» — «исконной родовой веры русов». Согласно этому учению, пантеистическая вера в единого всеобъемлющего бога Рода должна основываться на «ведическом миросозерцании», почитании предков и разделении общества на касты. Реконструкция изначальной «Единой Традиции» производится на основе архетипов «русского (славянского и арийского) духа» и архетипов «Традиционного язычества» как такового при учёте всего духовного опыта, накопленного человечеством (Сатья Санатана Дхармы — истинной извечной религии-закона, проистекающей из природы реальности). В публикациях «Русско-славянской родноверческой общины „Родолюбие“», образованной из общины «Сатья-Веда», подчёркивались патриотизм и любовь к родной земле.
Черкасов утверждал, что отправление обрядов и использование традиционной одежды полезны, но не являются необходимыми. В работе 2002 года «Слово против церкви» Черкасов писал, что превращение родноверия в церковь уничтожит в нём веру, выработка единого канона, по его мнению, является вредной, ведущей к размежеванию сообщества на ортодоксов и еретиков и расколу между общинами. Обращаясь ко всем родноверам и русским людям, Велеслав призывает верить «не по „канону“, а по Сердцу», быть ответственными перед богами и собственной совестью, а не перед церковными иерархами, искать пути к единству не в церкви, «но в Духе и Правде». Велеславом был издан «Обрядник» (2003), устанавливающий систему обрядов. Понимая старообрядчество как приверженность традициям, Велеслав прославляет духовного лидера старообрядцев, протопопа Аввакума, «восставшего против Антихриста». В 2002 году в память академика Б. А. Рыбакова, спорные мифологические построения которого многие родноверы используют в качестве источника, Велеслав выпустил брошюру, посвящённую «возрождению исконного русско-славянского родноверия».

## Критика
Религиовед A. B. Гайдуков характеризует учение Велеслава как русский вариант шиваизма; Велеслав начинал с индийской традиции и продолжил её в доктрине «Шуйного пути». А. А. Бесков отмечает в работе Велеслава умышленную и гипертрофированную архаизацию языка, а также при стилизации языка под язык русских былин и заговоров одновременно обусловленное стремлением к торжественности и весомости непредумышленное использование церковнославянизмов.

## Публикации
- «Доктрина Сердца» (1992)
- «Зов Гипербореи» (1998)
- «Се Русь — Сурья» (1998)
- «Традиция» (1999)
- «Родолюбие» (1999)
- «Противостояние», изд. под псевдонимом Евпатий Коловрат (1999)
- «Средь лесов Славянских» (1999)
- «Роса на мече» (1999)
- «Книга Травы. Стезя» (1999)
- «Коло славим!» (1999)
- «Песни Светославия» (2000)
- «Пить из Реки Жизни. Книга Родосвета» (2000)
- «Книга Пустоты» (2000)
- «Искон Веры-Веды. Книга Родосвета. Книга Святогора» (2001)
- «Родные Боги» (2001)
- «Родноверческий Искон» (2002)
- «В защиту Древней Веры…» (2002)
- «Тризна по Б. А. Рыбакову» (2002)
- «Обрядник» (2003)
- «Велес» (2003)
- «Перун» (2004)
- «Ярило» (2004)
- «Мара» (2004)
- «Книга Велесовых Сказов. Русские Веды: Голубиная Книга» (2005, 2-е изд. 2009)
- «Вещий Словник» (2005) (Вещий Словник: Славления Родных Богов, 2007)
- «Русское Родноверие. Родные Боги, Мудрословие, Обряды», совместно со Ставром (2005)
- «Малый Велесов Сонник. Короб Снов», совместно с влх. Богумилом (2005)
- «„Велесова Книга“: Боги и Предки», совместно с влх. Богумилом (2006)
- «Книга Мудрости Вещего» (2006)
- «Шуйный путь: Книга Нави» (2006)
- «Родовой Искон» (2006)
- «Веда Заговоров: (Славянский Заговорник)» (2007)
- «Славянская Книга Мёртвых» (2007)
- «Веда Нави: Чёрный Заговорник» (2007, 2-е изд. 2010)
- «Книга волховских толкований», совместно с влх. Богумилом (2007)
- «Учение волхвов: Велесова Мудрость в Кощный век» (2007)
- «Учение волхвов: Белая Книга» (2007, 2-е изд. 2010)
- «Живые Веды Руси: Откровения Родных Богов» (2008)
- «Чёрная Книга Мары» (2008)
- «Книга Велесовых Радений. Духовные практики и обряды Русско-Славянского Родноверия» (2008)
- «Заметки о самопознании. Шуйный путь»
- «Книга Родной Веры», в 2-х тт. (2009)
- «Родные Боги Руси» (2009)
- «Книга Велесовых радений» (2009)
- «Основы родноверия. Обрядник. Кологод» (2010)
- «Духовное Самопознание» (2010)
- «Шуйный путь: чёрная книга нави» (2011)
- «Книга Великой Нави: Хаософия и Русское Навославие» (2011)
- «Учение Великого Совершенства: Откровение Горного Алтая» (2012)
- «Тропами Безумия (Сборник рассказов об Ином)» (2012)
- «Солнце Героев (Северный дневник)» (2013)
- «Славянская Книга Мёртвых» (2015)

От издательства «Сатья-Веда»:
- «Кали-видья» (2003)
- «Пурна-Адвайта» (2003)
- «Шива-видья» (2003)

Институт общегуманитарных исследований:
- «Калагни-тантра» (2007).